# Kanton Courville-sur-Eure
Kanton Courville-sur-Eure (francouzsky Canton de Courville-sur-Eure) je francouzský kanton v departementu Eure-et-Loir v regionu Centre-Val de Loire. Tvoří ho 18 obcí.

## Obce kantonu
- Billancelles
- Chuisnes
- Courville-sur-Eure
- Dangers
- Le Favril
- Fontaine-la-Guyon
- Fruncé
- Landelles
- Mittainvilliers
- Orrouer
- Pontgouin
- Saint-Arnoult-des-Bois
- Saint-Denis-des-Puits
- Saint-Georges-sur-Eure
- Saint-Germain-le-Gaillard
- Saint-Luperce
- Vérigny
- Villebon